# Just the Two of Us
Just the Two of Us är ett duettalbum från 1968 av Porter Wagoner och Dolly Parton. Det innehöll singlarna "We'll Get Ahead Someday" och "Holding Onto Nothing", som båda nådde topp 10-placering på USA:s countrysingellistor, samt standardlåten "The Dark End of the Street" och den av Dolly Parton skrivna "Jeannie's Afraid of the Dark" som blev populär bland fans.

## Track listing
1. "Closer By The Hour"
2. "I Washed My Face In The Morning Dew"
3. "Jeannie's Afraid Of The Dark"
4. "Holding On To Nothing"
5. "Slip Away Today"
6. "The Dark End of the Street"
7. "Just The Two Of Us"
8. "Afraid To Love Again"
9. "We'll Get Ahead Someday"
10. "Somewhere Between"
11. "The Party"
12. "I Can"